# Herbert Brewer

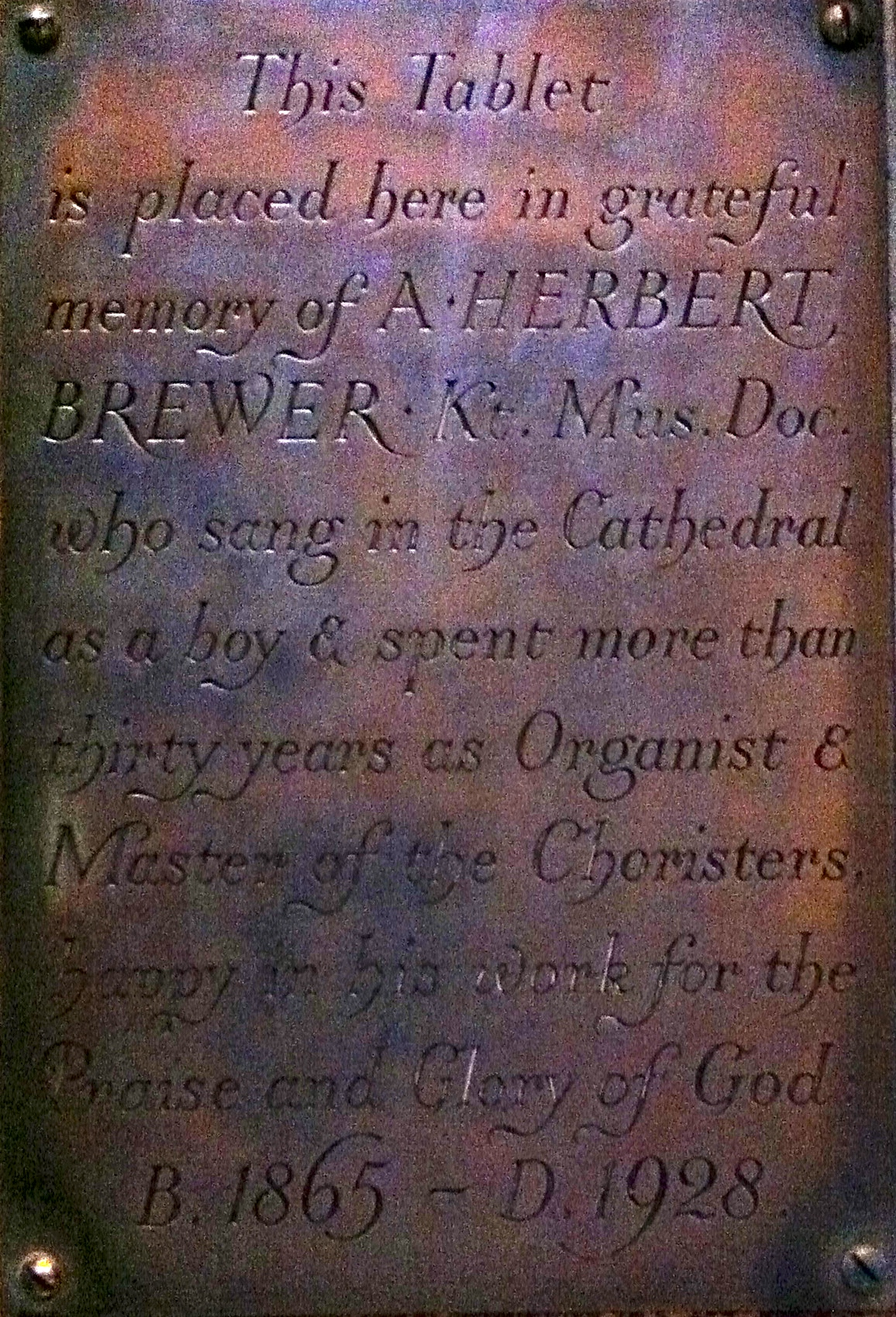
Placa conmemorativa dedicada a Herbert Brewer en la catedral de Gloucester.

Alfred Herbert Brewer (Gloucester, 21 de junio de 1865 - Gloucester, 1 de marzo de 1928) fue un compositor y organista inglés. 
Como organista de la catedral de Gloucester desde 1896 hasta su muerte, contribuyó en gran medida al éxito del Three Choirs Festival durante 30 años.

## Biografía
Brewer vivió en Gloucester toda su vida. Fue organista en dos de sus iglesias y también fundó la sociedad coral de la ciudad en 1905. Había pertenecido al coro de la catedral de Gloucester en su niñez y comenzó allí sus estudios de órgano con Charles Harford Lloyd. Fue educado en la escuela de la catedral en Oxford y fue el primer estudioso de órgano en el Royal College of Music, bajo la dirección de Walter Parratt. Se matriculó en el Exeter College de Oxford en diciembre de 1883 y lo compatibilizó como organista en la iglesia de san Gil (St. Giles' Church) de la misma ciudad.
En diciembre de 1896 sucedió a C. H. Lloyd como organista y director de coro de la catedral de Gloucester. Allí, entre sus alumnos destacaron Ivor Novello, Ivor Gurney y Herbert Howells. Aunque su carrera profesional transcurrió en las provincias, sus tres décadas de participación en la planificación y organización del Three Choirs Festival lo pusieron en contacto con una amplia gama de compositores y otras figuras artísticas, tanto de Gran Bretaña como del resto de Europa, incluidos Robert Bridges, Edward Elgar , Aleksandr Glazunov, H. Rider Haggard, Hubert Parry, Arthur Quiller-Couch, Maurice Ravel, Camille Saint-Saëns y Jean Sibelius. En 1913, Sibelius le encomendó a Brewer la dirección del estreno de su poema sinfónico para soprano y orquesta, Luonnotar, op. 70. La solista fue la soprano finlandesa Aino Ackté.
Brewer fue nombrado caballero en 1926. Sus memorias, Memories of Choirs and Cloisters, fueron publicadas póstumamente en 1931.

## Música
Como compositor, Brewer era bastante conservador. Su producción incluye música sacra de todo tipo, cantatas, canciones, obras instrumentales y música orquestal. Grove divide sus obras en aquellas con 'aspiraciones serias' (serious aspirations), como las cantatas Emmaus (Gloucester, 1901) y The Holy Innocents (Gloucester, 1904), y otras piezas más ligeras como Three Elizabethan Pastorals para voz y orquesta (Hereford, 1906), Summer Sports, una suite para coro y orquesta (Gloucester, 1910) y el ciclo de canciones Jillian of Berry (Hereford, 1921), que lo representan más favorablemente. The Fairy Pipers fue su canción más popular, y fue retomada y grabada por la contralto  Clara Butt entre 1917 y 1921.
La mayor parte de su vida la dedicó al avance de los estándares de la música eclesiástica. Parte de su música de iglesia ha sido grabada en el sello Priory Records. Su Magnificat y Nunc dimittis en re mayor se encuentran en el repertorio estándar de la música eclesiástica anglicana. Una obra para órgano, Marche Héroïque, también se retoma de vez en cuando (y se escuchó en el funeral televisado de 1979 de Lord Mountbatten).

## Obras

### Obras de órgano
- Meditation on the name of Bach
- Solitude
- An impression
- Elegy
- Introducción y Fugato
- Marche héroïque
- Reverie
- A Thanksgiving Processional
- 'Carillón' (Mov. 3 de A Little Organ Book)
- Interludio en fa
- Eventide
- Cloister Garth
- Paean of Praise
- Canzonetta
- Praeludium

### Obras corales
- Emmaus, cantata (1901)
- The Holy Innocents, cantata (1904)
- Bow down Thine ear, O Lord
- Brothers in Arms(1914)
- Fear Not, O Land
- God is our hope and strength
- Let the people praise thee
- I heard the bells
- Magnificat y Nunc dimittis en re
- Magnificat y Nunc dimittis en mi bemol
- Magnificat y Nunc dimittis en fa
- Magnificat y Nunc dimittis en la

### Transcripciones para órgano de obras de Elgar
- Preludio y "Angel's Farewell", de The Dream of Gerontius, Op. 38
- In the South, Op. 50
- Chanson de Matin, Op. 15/1
- Chanson de Nuit, Op. 15/2

### Orquestal
- Three Elizabethan Pastorals for voice and orchestra (1906)
- Summer Sports, suite for chorus and orchestra (1910)

### Canciones
- The Fairy Pipers (1912), texto de Frederic Weatherly
- Jillian of Berry, ciclo (1921)
- Miller’s Green, ciclo (1921)
- A Sprig of Shamrock: Four Old Irish Airs, ciclo (1925), texto de F. W. Harvey